# 初体験にオススメな彼女
『初体験にオススメな彼女』（はつたいけんにオススメなかのじょ）は、あさのハジメによる日本のライトノベル。イラストは高苗京鈴が担当。MF文庫J（メディアファクトリー）より2011年7月から2013年2月まで刊行された。
メディアミックスとして、1巻発売直後の2011年7月27日に発売された月刊コミックアライブ2011年9月号には葵季むつみによる試読用読み切りコミカライズ作品が掲載された。また、2012年7月にはドラマCDが発売された。

## あらすじ
引きこもりの少年・桜鉄之介はかつて通っていた中学校からは遠く離れた進学校の私立春原（すのはら）高校への入学を機に、真っ当な普通の人間になろうと考えていた。そんな時、姉の桜鈴音から入学祝いとして生体アンドロイドの妹、桜あるみが送られ、鉄之介はあるみと共に高校に通うこととなった。
入学先の春原高校には鉄之介の中学からは誰も入学していないはずであったが、入学早々中学時代の先輩である姫宮姫乃に出会う。彼女は半年前に春原高校に転入し、自らの高慢な性格を隠し切って優等生として高校デビューを果たしていた。姫乃は自分の本当の性格を知る鉄之介の口を封じるため、また同時に鉄之介とあるみの高校デビューを成功させるために部活を創立することとなった。

## 登場人物
※声優はドラマCDのもの
桜 鉄之介（さくら てつのすけ）
声 - 松岡禎丞
本作の主人公。16歳の高校1年生。マイナス思考の凡人であり、子供の頃から天才である姉に対してコンプレックスを抱いており、高校入学の2年前に家に引きこもるようになった。
幼い頃に高名な科学者であった両親を病気で亡くしているが、両親の遺産により平均水準の生活を送ることができている。母方の祖母に姉と共に育てられたが、その祖母も1年前に他界して姉と2人で都会に引っ越した。しかし3か月前に姉が家を出たため、現在は1人暮らしをしている。
いわゆる妹萌えであり、自室には多数の妹物のアダルトゲームやエロ本を所持している。
義妹がいたが、そのことに関する記憶を失っていた。
桜 あるみ（さくら あるみ）
声 - 藤田咲
本作のヒロイン。鉄之介の高校入学祝いに「妹」として姉の鈴音からプレゼントされたサーカスインダストリアル製の試作型生体アンドロイド。鉄之介の双子の妹として春原高校に通う。髪色は灰色で髪型はツインテールにしている。また、貧乳である。
人間をベースに作られており、エネルギー補給も食事において行う。好物はチョコレート。極度の興奮状態になると回路がオーバーヒートしてフリーズしてしまうという欠点があるが、水をかけるなどして冷却すると正常な状態に戻る。
人間としての高校デビューを目標としている。ブラコンで鉄之助に好意を抱いている。
実は鉄之介の義妹自身であり、交通事故で重傷を負ったため両手と両足といくつかの臓器と脳の一部が機械で補われていることが4巻・5巻で判明する。
姫宮 姫乃（ひめみや ひめの）
声 - 喜多村英梨
春原高校に通う高校2年生。大富豪の1人娘で奔放に育てられた結果、高飛車な性格となり、人の上に立つ役職を好む。高校1年の夏に春原高校に転入してからは高慢な性格を隠し切り、優等生として高校デビューしている。
鉄之介が中学2年の頃に同じ中学で生徒会長をしていた。鈴音と昔から交流があり、その縁から桜姉弟が引っ越す前には時折鉄之介とも遊んでいた。
高校を転校する際は、父親の反対を押しきったため、実家を出て1人暮らしをしている。親からは金を貰えないため、生活費や学費は家を出る際に持ち出した父親の骨董品を売って捻出しており、倹約生活を行っている。しかしこのことも高校では隠している。
4歳の頃から父親にヴァイオリンを習わせられていた。女性の先生に習っており、当初は嫌々であったが、次第にその先生に憧れるようになり、先生のいる音楽大学への進学を希望するようになった。ただし姫乃の父親はあくまで教養のためにヴァイオリンを習わせたため、音大への進学には反対している。
そのヴァイオリンの先生は2年前に重病に冒され、それが治って欲しいと願い、「いい子」になるために高校デビューを行ったものの、その先生は半年前に亡くなったという。
味覚音痴であり、料理は下手。ただ姫乃自身は自分の作った料理を美味しいと思っている。　　　　　　　　　　　
2巻から鉄之助に好意を抱くが当の本人は気づいていない。
狼谷 カレン（かみや カレン）
声 - 金元寿子
春原高校に通う1年生で鉄之介のクラスメート。身長140cm程度と小柄で、明るい髪色のショートヘア。
見た目通り子供っぽいところがあり、好きな遊びはクレヨンで絵を描くことやぬいぐるみの服を着せ替えることなどで、よく道に迷う。
「アウトウルブズ」という不良グループを率いる不良であると噂されているが、実際に不良であったのは一卵性双生児の姉の「カレン」であり、父親の会社の都合で現在の町に引っ越す際に姉との入れ替わりを敢行し、カレンを名乗るようになった。
人見知りの性格であり、友達ができないことを苦としており、不良として高校デビューをして友達を作ることを目標としている。しかし、その容姿や性格からクラス内ではアイドルのような扱いを受けてしまっている。
実家は裕福であり、メイドのいる豪邸に住んでいる。
桜 鈴音（さくら すずね）
19歳の鉄之介の姉。誰もが認める天才であり、10歳で有名進学高校に合格、13歳で渡米し、有名大学に進学して博士号を取得した。ロボット工学を専門とし、帰国後は大手企業であるサーカスインダストリアルにヘッドハンティングされて入社した。同社においては生体アンドロイドの開発プロジェクト（Eプロジェクト）のリーダーを務めている。
弟の部屋に監視カメラを仕掛けて観察日記をつけており、弟が妹萌えであることもそれにより知った。
黒医 猫子（くろい ねここ）
姫乃の19歳の従姉妹。趣味は人間観察で、それに関わる実験を行うために海外の大学に留学し、飛び級で卒業した。
保健の先生として春原高校に赴任し、ロボット研究会の顧問となる。生徒に好かれる先生としての高校デビューを目指している。
姫乃が1人暮らしをするために借りたアパートの保証人となっている。
サーカスインダストリアルの社員であり、Eプロジェクトのサブリーダーを務める。春原高校にはあるみ達の観察のために配属された。
狡猾であり、しばしば鉄之介や姫乃を弄んでいる。それ故両者からは特に苦手意識をもたれているが、本人は一切気にした様子はない。
4年ほど前(アメリカに留学していた頃) に交通事故に巻き込まれ、片腕を失う。それをきっかけに、生体アンドロイドの研究をしていた鈴音に出会い、Eプロジェクトに関わるようになった。GMTナンバーズ実験機としてEプロジェクトの実験体となったが、引き換えとして右腕の機械化義肢(作中ではスチール缶を潰せるほどの力量が描写されている)と、自分の能力を活かせる職場を手に入れることができた、など数々の便宜が図られた。
桜 くるみ（さくら くるみ）
声 - 下田麻美
銀髪ポニーテールの少女で、背丈はあるみとカレンの中間程度。あるみのことを「お姉さま」と呼び慕っている。
あるみの精神回路に異常が起きた際、それを解決する保護プログラムとしてあるみに組み込まれていたが、暴走を起こして一度アンインストールされる。後に猫子によりサルベージされ、生体アンドロイドとして身体を与えられる。あるみから「くるみ」と名付けられる。
狼谷 秋人（かみや あきと）
カレンの父親。サーカスインダストリアルの代表取締役で、鉄之介の父親とは学生時代からの友人だった。
犬型アンドロイドを遠隔操作しての登場シーンのみで、本人の姿は写真でしか登場しない。

## 用語
株式会社サーカスインダストリアル
国内最大級の大企業。表向きはクリーンな企業であるが、実際は海外に武器を密売しているいわゆるブラック企業であり、生体アンドロイドの開発（Eプロジェクト）を行っている。鉄之助の両親もこの会社の元社員であり、彼らによりEプロジェクトが創始された。
私立春原高校（しりつすのはらこうこう）
鉄之助、あるみ、姫乃、カレンらが通う進学校。部活動が盛んで、部員3人、顧問が1人いれば部活動の創部が認められる。
ロボット研究会
姫乃が鉄之助、あるみ、カレンの高校デビューをサポートするために設立した部活。略称はロボ研。部名は活動内容を表沙汰にしないためのカモフラージュであり、命名は創設者で部長の姫乃による。
当初は姫乃の見つけてきた教師を顧問としていたが、その教師が姉妹校に異動となり、それ以降は猫子が顧問を担当する。

## 既刊一覧
- あさのハジメ（著）・高苗京鈴（イラスト）、メディアファクトリー〈MF文庫J〉、全6巻
  - 『初体験にオススメな彼女』、2011年7月31日発行（7月25日発売[4]）、ISBN 978-4-8401-3976-2
  - 『初体験にオススメな彼女2』、2011年10月31日発行（10月25日発売[5]）、ISBN 978-4-8401-4270-0
  - 『初体験にオススメな彼女3』、2012年2月29日発行（2月24日発売[6]）、ISBN 978-4-8401-4388-2
  - 『初体験にオススメな彼女4』、2012年6月30日発行（6月25日発売[7]）、ISBN 978-4-8401-4597-8
  - 『初体験にオススメな彼女5』、2012年10月31日発行（10月25日発売[8]）、ISBN 978-4-8401-4848-1
  - 『初体験にオススメな彼女6』、2013年2月28日発行（2月25日発売[9]）、ISBN 978-4-8401-4984-6

## ドラマCD
『ドラマCD 初体験にオススメな彼女 〜夏休みにオススメな妹〜』のタイトルでドラマCDが2012年7月27日にHOBiRECORDSより発売された。脚本は原作を担当するあさのハジメが書き下ろした「夏休みにオススメな妹」である。